# الوصي (فلم 2006)
الوصي  (بالإنجليزية: The Guardian) هو فيلم حركة تم إنتاجه في الولايات المتحدة وصدر في سنة 2006. من بطولة كيفين كوستنر وأشتون كوتشر وكلانسي براون.

## الميزانية والإيرادات
بلغت تكلفة إنتاج الفيلم حوالي 80 مليون دولار بينما حقق أرباحا تقدر بـ 94,973,540 دولار.

## وصلات خارجية
- مقالات تستعمل روابط فنية بلا صلة مع ويكي بيانات